# Alfons VI de Lleó
Alfons VI de Lleó (castellà: Alfonso VI)  (Santiago de Compostel·la, juny 1040 - Toledo, 1 de juliol de 1109) anomenat el Valent, fou rei de Lleó (1065 - 1072 i 1072 - 1109), rei de Galícia (1071 - 1072) i rei de Castella (1072 - 1109).

## Biografia
Fill segon del rei de Lleó Ferran I i la reina de Lleó Sança I. A la mort del seu pare els tres germans mascles es repartiren el regne: així Alfons fou nomenat hereu del regne de Lleó mentre el seu germà Sanç II de Castella ho fou del regne de Castella i l'altre germà, Garcia I de Galícia ho fou del regne de Galícia.
El 1069 es casà en primeres núpcies amb Agnès d'Aquitània, filla del duc Guillem VIII d'Aquitània. El 1077 es divorciaren per consanguinitat.
El 8 de maig de 1081 es casà amb Constança de Borgonya, filla de Robert I de Borgonya. D'aquest matrimoni en nasqueren:
- la infanta Urraca I de Lleó (1080 - 1126), comtessa de Castella i reina de Lleó
- la infanta Elvira de Castella, morta jove

El 1093 es casà amb Berta de Borgonya, filla de Guillem I de Borgonya. No tingueren fills.
Vers el 1098 es tornà a casar amb Zaida, vídua de Abu-Nasr al-Fat·h al-Mamun, fill de l'emir d'Ixbíliya, i convertida al cristianisme com Isabel de Sevilla. D'aquest matrimoni en nasqueren:
- l'infant Sancho Alfónsez (1098 - 1108), hereu fins a la seva mort a la batalla d'Uclés
- la infanta Sança de Castella, casada el 1120 amb Rodrigo de Lara, comte de Liébana
- la infanta Elvira de Castella (v. 1100 - 1135), casada vers el 1118 amb Roger II de Sicília

Va tenir diversos fills il·legítims de la seva amistançada Ximena Núñez, entre ells:
- Teresa de Lleó (1070 - 1130), casada el 1094 amb Enric de Borgonya, comte de Portugal
- Elvira de Lleó (v. 1082 - 1151), casada el 1094 amb Ramon IV de Tolosa

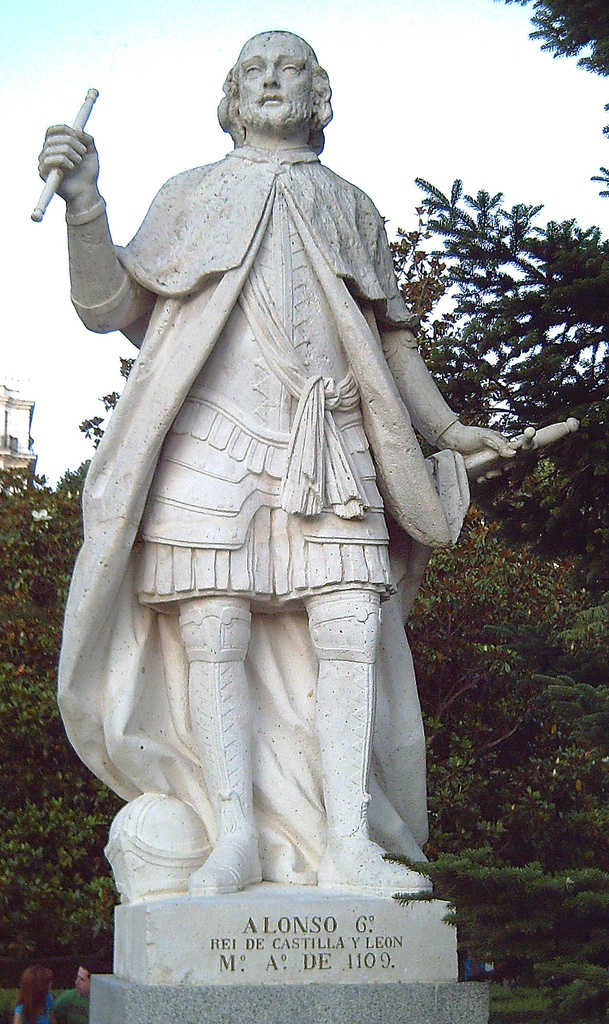
Estàtua d'Alfons VI a Madrid (F. Corral, 1753).

## Ascens al tron
Alfons s'hagué d'enfrontar molt aviat amb els desitjos expansionistes del seu germà Sanç. La pau tan sols va durar mentre va viure la seva mare, la reina Sança I de Lleó, però a la seva mort el 1067 van començar les disputes.
Sanç II no va acceptar el testament que el seu pare havia deixat i va voler apoderar-se dels territoris dels seus dos germans. Així doncs, va desposseir fàcilment el seu germà Garcia I de Galícia, i després de les batalles de Llantada el 1068 i de Golpejera el 1072, Alfons és fet presoner pel seu germà Sanç, el qual aconsegueix així la corona lleonesa durant l'any 1072.
Alfons fou empresonat a la ciutat de Burgos, d'on aconsegueix fugir gràcies a l'ajuda i protecció del reietó de la taifa de Toledo. L'assassinat de Sanç II a mans del noble Vellido Dolfos a la ciutat de Zamora li va permetre recuperar el tron de Lleó i reclamar com a propi el de Castella, en no tenir Sanç II descendents.
En aquests moments se situa la llegenda de la jura exculpatòria, que Alfons VI va realitzar davant Rodrigo Díaz de Vivar a l'església de Santa Gadea de Burgos, per la seva possible participació en la mort de Sanç II. Aquests fets van ser aprofitats pel germà menor Garcia per recuperar el tron de Galícia, però que tornà a perdre l'any següent, el 1073, sent deposat i empresonat de per vida al castell de Luna, on va morir 1090.

## Expansió territorial
A partir d'aquest moment Alfons VI es va dedicar a engrandir els seus territoris en detriment dels musulmans. El 1076, a la mort del rei Sanç IV de Navarra es va annexionar els territoris actuals del País Basc i adoptant l'any següent el títol d'Emperador.
Mitjançant el sistema de les paries va aconseguir que la major part dels regnes de taifes musulmans fossin els seus tributaris.
El 25 de maig de 1085 va conquerir Toledo aprofitant la reclamació del seu antic aliat contra un usurpador del tron. Amb aquesta conquesta el rei castellanolleonès es va titular Emperador de les dues religions i els seus dominis es van estendre fins al riu Tajo, cosa que permeté l'amenaça constant de les taifes cordoveses, sevillanes i granadines. Va conquerir Balànsiya el febrer de 1086 amb les tropes d'Álvar Fáñez, que es quedà encarregat de la defensa perquè Yahya al-Qàdir hi pogués governar l'emirat de Balànsiya.
Davant aquesta circumstància, els reis de les taifes van demanar ajuda als almoràvits, que van desembarcar a la península el 1086, obligant al rei a aixecar el Setge de Saraqusta. A la batalla de Sagrajas (Badajoz), l'emir almoràvit Yusuf ibn Tashfin va aconseguir vèncer el rei Alfons VI. Els musulmans van assetjar diverses vegades la ciutat de Toledo, però no van aconseguir conquerir-la.

## Obra cultural
En el terreny cultural Alfons VI va fomentar la seguretat del Camí de Santiago i va impulsar la introducció de la reforma del Cister als monestirs castellanolleonesos.
El monarca va substituir la litúrgia mossàrab o toledana per la romana.

## Últims anys de regnat
Els últims anys de regnat, Alfons VI va intentar impedir, sense èxit, que els almoràvits aconseguissin consolidar el seu poder al sud de la península. Els regnes taifes del sud, així com el de Dénia, van ser ocupats i van derrotar novament el rei castellà a la batalla de Salatrices, en la que va rebre una ferida de llança en la tíbia esquerra de la qual mai va guarir, ferida que encara és perceptible en les restes del seu esquelet, i novament derrotat en la Batalla d'Uclés, on va morir el seu fill mascle Sancho Alfónsez.
Alfons VI va morir a Toledo el 29 de juny de 1109 sent enterrat al monestir de Sahagún (Lleó)